# Kotasaaret (ö i Mellersta Finland, Keuruu)
Kotasaaret är en ö i Finland. Den ligger i sjön Keurusselkä och i kommunen Keuru i den ekonomiska regionen  Keuru ekonomiska region  och landskapet Mellersta Finland, i den södra delen av landet, 220 km norr om huvudstaden Helsingfors. Öns area är 1,5 hektar och dess största längd är 260 meter i sydväst-nordöstlig riktning.  Notera att namnet antyder att det är fråga om flera öar.